# Sin mirar atrás (album)
Albums de David Bisbal
Premonición Tú y yo
Singles
1. Esclavo de sus besos
Sortie : 24 août 2009

Sin mirar atrás est le quatrième album de David Bisbal, sorti en 2002.

## Liste des titres
| No  | Titre                           | Auteur                                                                         | Durée |
| --- | ------------------------------- | ------------------------------------------------------------------------------ | ----- |
| 1.  | Esclavo de sus besos            | José Abraham, Juanma Leal                                                      | 3:57  |
| 2.  | Mi princesa                     | David Bisbal, Amaury Gutiérrez                                                 | 3:22  |
| 3.  | Dame tu amor                    | Abraham                                                                        | 3:01  |
| 4.  | Sin mirar atrás                 | Claudio Lozano                                                                 | 3:31  |
| 5.  | Besos de tu bocas               | Bisbal, Gutiérrez                                                              | 3:27  |
| 6.  | Sueños rotos                    | Bisbal, Yoel Henríquez                                                         | 3:59  |
| 7.  | Al Andalus                      | Antonio Rayo, Bisbal, Rafael Vergara                                           | 3:58  |
| 8.  | Cuando hacemos el amor          | Bisbal, David Palau                                                            |       |
| 9.  | El ruido                        | Vega                                                                           | 3:58  |
| 10. | 24 horas                        | Espinoza Paz                                                                   | 3:40  |
| 11. | Antes o después                 | Bisbal, Rafa Vergara, Rayito                                                   | 3:50  |
| 12. | Mi princesa                     | Bisbal, Gutiérrez                                                              | 3:22  |
| 13. | Sufrirás (featuring Pixie Lott) | Dimitri Stassos, Måns Zelmerlöw, Linda Sundblad * Adaptation : Cristian Zalles | 3:26  |

| 14. | Juro que te amo | Armando Ávila, Mauricio L. Arriaga, Jorge Eduardo Murguia | 3:48 |
| 15. | Latin Love      | Bisbal, Vergara, Rayito                                   | 4:22 |